# 輪椅籃球
輪椅籃球（英語：Wheelchair basketball）是一項帕拉林匹克運動會項目，專門為殘障運動員參加。

## 規則
輪椅籃球能夠讓大部份殘障運動員參加。國際傷殘奧林匹克委員會將輪椅籃球按殘障程度分為8級，由1.0點至4.5點。殘障程度愈重，點數愈低。
- 1.0點：運動員並沒有軀幹的活動能力，因此他們並不能進行彎腰及轉動等動作以抓住籃球。
- 4.5點：運動員有正常的軀幹活動能力，例如曾進行足部截除手術或雙腿有6厘米以上的長度差距的運動員都會分配在此分級。

在輪椅籃球比賽中，每支隊伍在場上運動員的體能點數總和不能超過14點。

## 比賽規則
與籃球規則類似：
- 輪椅籃球的場地長度為28米、闊度為15米。而籃網離地面3.05米，罰球線距離底線5.8米，三分線半徑為6.75米。
- 輪椅籃球使用的輪椅高度亦有規定，其中殘障分數1.0至3.0分為63厘米，而3.5至4.5分為58厘米。當輪椅出現故障時必須在50秒內維修完成，否則必須更換運動員。
- 整場比賽共有40分鐘，每節為10分鐘。除了第2節及第3節之間的休息時間為15分鐘外，每節休息時間為2分鐘。得分及運球規則與普通籃球一樣。並且不能帶球走及不當行為如用手翻倒對手。
- 詳細的比賽規則可以參考IWBF網頁。[2]

## 另見
- Real (漫畫)

## 外部連結
- University of Illinois wheelchair basketball （页面存档备份，存于）
- International Wheelchair Basketball Federation （页面存档备份，存于）

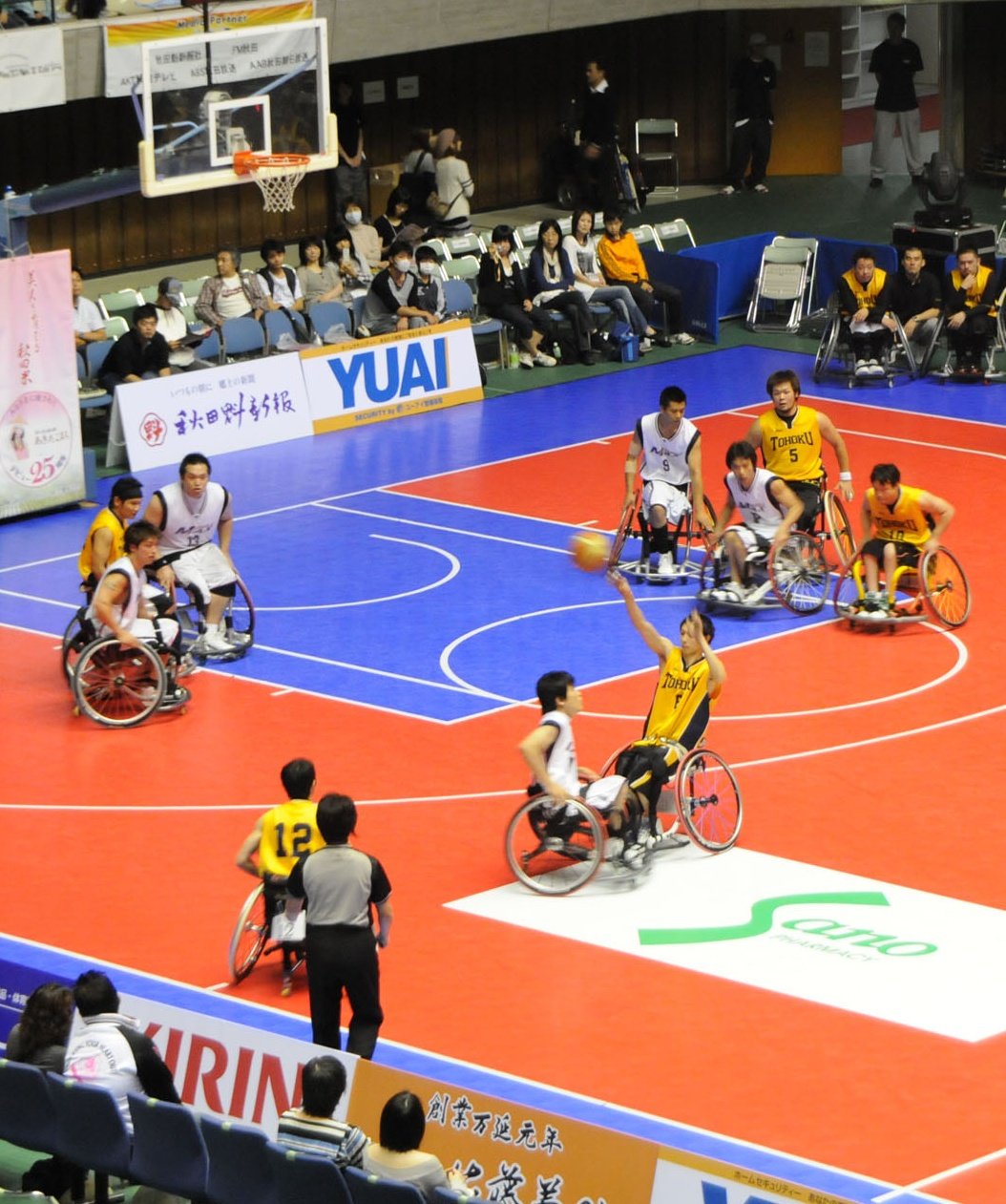
輪椅籃球比賽

- Wheelchair basketball on the International Paralympic Committee website （页面存档备份，存于）
- Invacare top end basketball wheelchairs used by Paralympic athletes （页面存档备份，存于）